# Вендзягольский, Кароль
Кароль Вендзягольский (пол. Karol Wędziagolski, 1886—1974, Сан-Паулу, Бразилия) — польский социалист.

## Биография
Брат архитектора Павла Вендзягольского и генерала Бронислава Вендзягольского. В молодости был связан с российскими революционными организациями. В Первую мировую войну был на службе в русской армии.
После Февральской революции 1917 года был комиссаром 8-й армии. Был близок к Борису Савинкову, с которым ездил в Новочеркасск и вместе с ним участвовал в работе Донского гражданского совета. Затем был представителем Национального центра и сотрудником газеты «Русский голос» в Киеве. Одновременно был связан с ПОВ и призывал к борьбе против немецких оккупантов на Украине, в связи с чем был арестован немцами, но был освобождён в ноябре 1918 г. В декабре 1918 выехал из Киева в Варшаву.
Во время польско-советской войны был сторонником сближения поляков и русских антибольшевистских сил. По предложению Вендзягольского Пилсудский пригласил Савинкова в Варшаву.
В 1939 после оккупации Польши немцами выехал в Италию. После Второй мировой войны жил в эмиграции в Бразилии.
Автор воспоминаний о Савинкове, публиковавшихся в нью-йоркском «Новом журнале», и биографии Савинкова (на английском).

## Сочинения
- К. Вендзягольский. Савинков // Новый журнал. 1963. № 71, 72.
- Karol Wędziagolski. Boris Savinkov: Portrait of a Terrorist. Twickenham, Kingston Press, 1988, 249 pp.
- Karol Wędziagolski, Pamiętniki, Iskry, 2007.